# John Carrick
Pour les articles homonymes, voir Carrick.
John Carrick, né Hugh Provan Crosbie le 28 juin 1912 à Girvan, dans le South Ayrshire, en Écosse, et décédé en 2003, est un romancier écossais.

## Biographie
Il commence à travailler dès 1929 pour la National Provincial Bank. Durant la Seconde Guerre mondiale, il sert dans la Royal Artillery avec le grade de capitaine et est décoré de la Croix militaire à la suite du siège de Tobrouk.
Il publie en 1943 un premier recueil de nouvelles nommé They Shall Not Die qui ne connaît pas de suite immédiate. Tout en travaillant toujours dans le milieu bancaire, il revient à l’écriture en 1962 avec le roman Richer the Dust, inspiré de son expérience militaire. Il publie ensuite deux romans d’aventures proche du roman noir, puis un roman d’amour avant de signer quatre thrillers psychologiques.
The Vulture est traduit en France à la Série noire en 1966. José Giovanni s’en inspire et réalise le film Le Rapace, avec Lino Ventura et Xavier Marc.
Il prend sa retraite en 1972 et cesse l’écriture.

## Œuvre

### Romans
- Richer the Dust (1962)
- Fairways and Foul (1964)
- The Vulture (1964) Publié en français sous le titre Le Rapace, traduction de Michel Peyran, Gallimard, Série noire no 1066, 1966.
- Mario (1965)
- Bond of Hate (1966)
- Beware the Shadows (1967)
- The Killer Conference (1968)
- The Young and Deadly (1969)

### Recueil de nouvelles
- They Shall Not Die (1943)

## Filmographie

### Adaptation
- 1968 : Le Rapace, film franco-italo-mexicain réalisé par José Giovanni, d'après le roman éponyme, avec Lino Ventura et Xavier Marc (en).

## Source
- Claude Mesplède  et Jean-Jacques Schleret (Éd. rév. de: SN, voyage au bout de la Noire), Les auteurs de la Série noire, 1945-1995, Nantes, Joseph K, coll. « Temps noir », 1996, 627 p. (ISBN 978-2-910-68611-6, OCLC 300207570), p. 80.